# Конституция Туркменистана

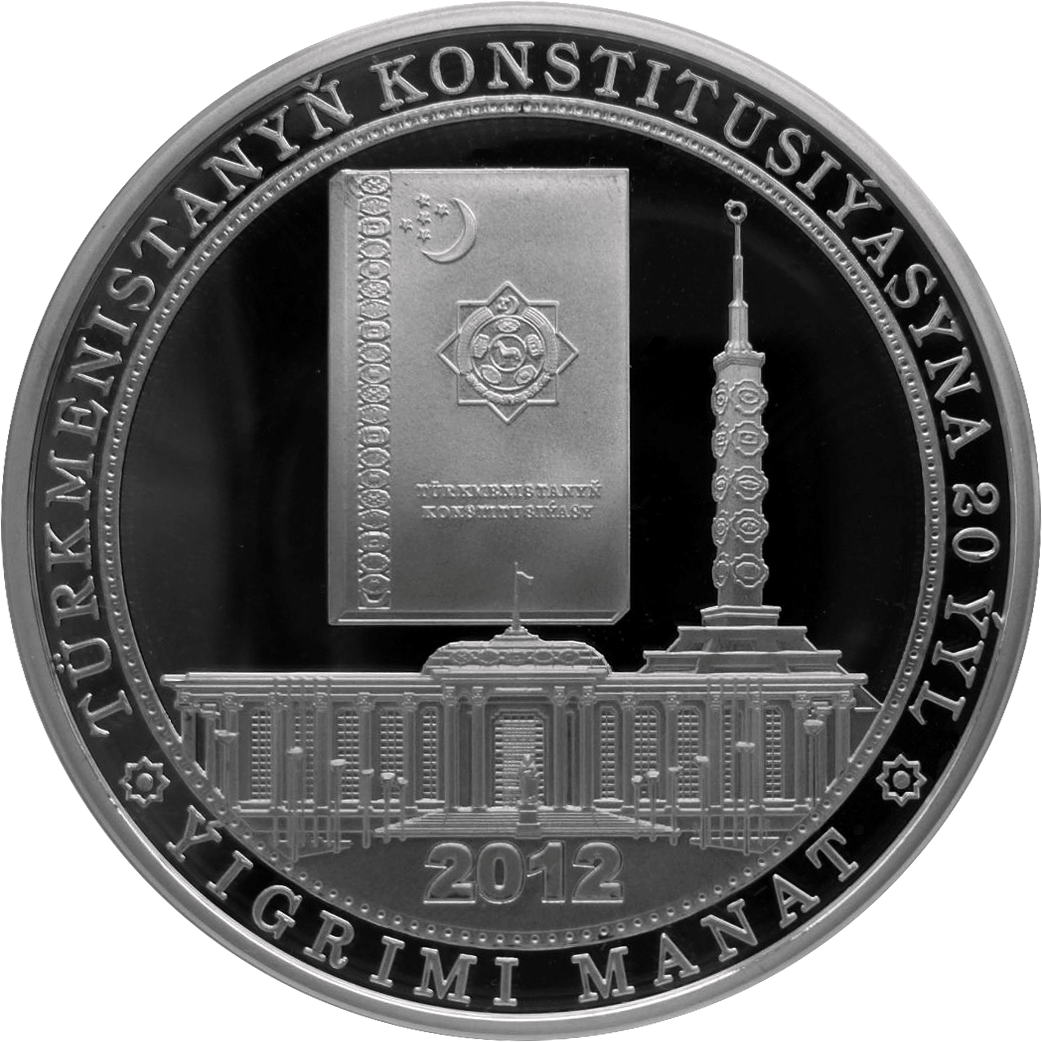
Монета 20 лет Конституции

Конституция Туркменистана (туркм. Türkmenistanyň Konstitusiýasy) была принята 18 мая 1992 года, поправки вносились в 1995, 1999, 2003, 2006, 2008, 2016, 2020 и 2023 годах, состоит из 8 разделов и 142 статей. К основам конституционного строя (раздел I) относятся президентализм (президент является также главой правительства согласно статье 91 Раздела IV), светскость, нейтралитет, разделение властей, ряд прав человека, суверенитет народа, статус Ашхабада как столицы. Поправки в конституцию могут быть внесены путём референдума или квалифицированным большинством в две трети членов Меджлиса Туркменистана. Ранее полномочиями по внесению изменений в конституцию обладал Халк Маслахаты. Не подлежат изменению положения о форме государственного строя — президентской республике.

## Содержание

### Раздел 1
В первом разделе Конституции 2008 года содержится 17 статей. Статья 1 провозглашает Туркменистан светской демократической и президентской республикой. Суверенитет и территориальная целостность государства нерушимы и неделимы. Статья 3 закрепляет индивидуальные права и достоинство как ценность, охраняемую государством. Статья 8 гласит, что иностранные резиденты и лица без гражданства пользуются теми же правами, что и граждане Туркменистана, в соответствии с действующим законодательством и международными соглашениями. К числу конкретно перечисленных прав относятся право на собственность (статья 9) и свобода вероисповедания (статья 12).
Статья 4 определяет разделение властей, в том числе судебную независимость. Статья 14 устанавливает туркменский язык в качестве официального языка, а статья 17 утверждает Ашхабад в качестве столицы государства. Две новые статьи, добавленные в Конституцию 2008 года, провозглашают приверженность государства рыночной экономике, включая поощрение малого и среднего бизнеса (статья 10), и определяют административное деление страны на велаяты, города со статусом велаят, этрапы (районы), города со статусом этрапа, города этрапа и деревни различного уровня.

### Раздел 2
Во втором разделе Конституции определены права и обязанности отдельных лиц и граждан. Гражданские и политические права включают равноправие (статья 19), равенство полов (статья 20), свободу от жестоких наказаний (статья 23) и свободу передвижения (статья 26). Социальные и экономические права включают право на труд (статья 33), право на отдых (статья 34) и право на образование (статья 38). Другие социальные права включают право на медицинское обслуживание, право на пенсию по старости и право на пособия по инвалидности (статьи 35, 37). Новая статья, добавленная в Конституцию 2008 года (36), устанавливает право на качество окружающей среды и возлагает на государство ответственность за сохранение природных ресурсов и защиту окружающей среды.
Статья 21 гласит, что осуществление индивидуальных прав и свобод не должно ущемлять права и свободы других людей и может быть ограничено соображениями морали, закона и общественного порядка. Статья 22 провозглашает, что каждый имеет право на жизнь и что смертная казнь в Туркменистане отменена. Конституция 1992 года допускает смертную казнь, но только за «тяжкие преступления» (статья 20), и впоследствии это положение было отменено президентским указом 1999 года, который отменил смертную казнь. Наконец, во втором разделе перечислены некоторые обязательства граждан, включая службу в армии (статья 41) и уплату налогов (статья 42).

### Раздел 3
В третьем разделе определяются органы управления Туркменистана. Государственная власть принадлежит президенту, меджлису, Кабинету министров и Верховному суду Туркменистана (статья 48). Народный совет Туркменистана (Халк Маслахаты), который фигурировал в Конституции 1992 года (глава 2 статьи 3), был отменен в Конституции 2008 года. Статьи 50-58 Конституции 2008 года описывают полномочия президента Туркменистана. Президент является главой государства, а также главой правительства (статья 50). Президент отвечает за внешнюю политику Туркменистана и является главнокомандующим страны (статья 53). Помимо подписания законов, принятых Меджлисом, он может издавать указы Президента, имеющие силу закона в Туркменистане (статья 54).

## Изменение 2016 года
В 2016 Конституция страны была изменена. Были добавлены 28 статей, которые отразили новые принципы внешней политики Туркменистана, а также конкретизировали экономические и финансово-кредитные положения.